# Sommer-Paralympics 1968
Die III. Sommer-Paralympics fanden im November 1968 in Tel Aviv statt. Die Paralympics für das Jahr 1968 starteten somit nicht wie geplant in Mexiko-Stadt. Die mexikanische Regierung zog sich zwei Jahre vor den Spielen aus der Verantwortung, die Sommer-Paralympics auszutragen, zurück. Als Grund wurden technische Schwierigkeiten angeführt.

## Teilnehmende Nationen
| - Äthiopien - Argentinien - Australien - Belgien - BR Deutschland - Dänemark - Finnland - Frankreich - Indien - Irland | - Israel - Italien - Jamaika - Japan - Kanada - Malta - Neuseeland - Niederlande - Norwegen | - Österreich - Rhodesien - Schweden - Schweiz - Spanien - Südafrika - Südkorea - Vereinigte Staaten - Vereinigtes Königreich |

## Sportarten
Die Liste der Sportarten wurde bei diesen Spielen erweitert. Lawn Bowling, Frauen-Basketball und das 100-m-Rollstuhlrennen der Männer wurden eingeführt. Große Änderungen gab es beim Klassifizierungssystem der Leichtathletik, im Basketball und beim Schwimmen.
- Bogenschießen
- Darts
- Gewichtheben
- Leichtathletik
- Lawn Bowling
- Rollstuhlbasketball
- Rollstuhlfechten
- Schwimmen
- Snooker
- Tischtennis

## Erfolge der deutschen Mannschaft
Die deutsche Mannschaft holte 35 Medaillen in Tel Aviv. Manfred Emmel holte im Schwimmen und Tischtennis insgesamt fünf Medaillen. Heinz Simon gewann im Bogenschießen, Fünfkampf und Tischtennis sowie Johann Schuhbauer (Leichtathletik) je vier Medaillen. Deutschland belegte somit den sechsten Rang in der Nationenwertung.

## Herausragende Sportler
Roberto Marson aus Italien war mit zehn Goldmedaillen der Star der Spiele. Er gewann drei in der Leichtathletik, drei im Schwimmen und vier im Fechten. Der US-Amerikaner Es Owen gewann zweimal Leichtathletik-Gold, Gold im Fünfkampf und zwei Goldmedaillen im Schwimmen, sowie Silber mit dem Basketball-Team und Bronze im Speerwurf. Die australische Schwimmerin Lorraine Dodd erreichte drei Rekorden innerhalb eines Tages.

## Höhepunkte
Im Rollstuhlbasketballturnier besiegte im Endspiel Israel die USA mit 47:37 vor 5000 Zuschauern.